# Emerus macropterus
Emerus macropterus là một loài thực vật có hoa trong họ Đậu. Loài này được (Micheli) Kuntze mô tả khoa học đầu tiên năm 1891.